# Allier (rivier)
De Allier ontspringt in het departement Lozère, 25 km ten zuiden van Langogne, op de berg Moure de la Gardille die deel uitmaakt van de Margeride-bergketen, op 1.501 m hoogte.

De rivier loopt door diepe ravijnen en de bovenloop heeft een steil verloop. Ongeveer ter hoogte van Clermont-Ferrand begint de benedenloop met een veel kleiner verloop. Ze vloeit in de Loire bij Bec d'Allier, op 167 m hoogte, zes km ten westen van Nevers. De rivier is 410 km lang, waarvan 360 km bevaarbaar.
De Allier kent een grote wisselvalligheid in debiet. 
Gregorius van Tours beschrijft een overstroming in het jaar 580. Ook in 1790, 1856, 1866, 1943 en 2003 waren er grote overstromingen; in 1949 viel de rivier bijna droog.

## Departementen en belangrijke steden langs de Allier
- Allier (03) : Vichy, Moulins
- Ardèche (07)
- Cher (18)
- Haute-Loire (43) : Brioude
- Lozère (48)
- Nièvre (58)
- Puy-de-Dôme (63) : Issoire, Cournon-d'Auvergne

## Voornaamste zijrivieren
- Alagnon
- Anse
- Dore (rechter zijrivier)
- Sioule (linker zijrivier)

## Flora, fauna en milieu
In en langs de Allier komen op diverse plaatsen beverratten en bevers voor.
De Allier is tamelijk visrijk, o.a. vlagzalm, snoek, meerval, forel en zelfs zalm behoren tot de hier voorkomende soorten. De zalm uit de Allier geldt als bijzondere delicatesse, maar mag niet meer gevangen worden. Het bestand aan zalm is namelijk sterk teruggelopen. Om te kunnen paaien moeten de vissen ver stroomopwaarts kunnen zwemmen, en o.a. de al uit 1941 daterende, en dus zonder rekening te houden met de trek van langszwemmende vissen gebouwde, stuwdam van Poutès vormt een enorme hindernis voor de zalm. Bovendien hebben de algemeen voorkomende aalscholver en ook de meerval de zalm als favoriete prooi.

## Stuwdammen
- De Barrage de Naussac, bij Langogne in het departement Lozère; ontstaan rond 1984; er vlakbij is het grote stuwmeer Lac de Naussac ontstaan; dit meer is van belang om het waterpeil van de Loire te kunnen regelen, o.a. om te voorkomen, dat twee aan de Loire staande kerncentrales gebrek aan koelwater zouden krijgen; verder is het meer van belang vanwege watersportrecreatie.
- De Barrage de Poutès, in het departement Haute-Loire (1941): t.b.v. elektriciteitsvoorziening.
- De stuwdam in de stad Vichy dient sinds 2019 een tweeledig doel: elektriciteitsvoorziening en het creëren van fraaie waterpartijen in en om de stad.
- De stuwdam van Saincaize-Meauce, 6 km ten zuiden van de uitmonding van de Allier in de Loire, nabij de stad Nevers: deze dient vooral de waterregulatie in het kanaal dat evenwijdig aan de Loire loopt.

Een andere stuwdam is om ecologische redenen (belang van de visfauna) gesloopt, en een andere nabij Le Veurdre geplande stuwdam is er om dezelfde redenen nooit gekomen.
- Bibliothèque nationale de France: cb118622348 (data)
- Gemeinsame Normdatei: 4192620-1
- Library of Congress Control Number: sh86006454
- Nationale Bibliotheek van Israël: 987007565934505171
- Système universitaire de documentation: 026358999
- Virtual International Authority File: 132160008